# Кедровая-Сибирская
Кедро́вая-Сиби́рская — железнодорожная станция Восточно-Сибирской железной дороги на Транссибирской магистрали.
Расположена в посёлке при станции Кедровая Кабанского района Бурятии на 5406 км Транссиба.

## История
Введена в эксплуатацию в 1905 году.

## Дальнее следование по станции
| № поезда | Маршрут движения | № поезда | Маршрут движения |
| -------- | ---------------- | -------- | ---------------- |
| 69       | Чита — Москва    | 70       | Москва — Чита    |
| 361      | Наушки — Иркутск | 362      | Иркутск — Наушки |